# Grundskyld
Grundskyld (også grundskat; lat.: onera realia) er en ejendomsskat på jordværdien, indført i Danmark omkring 1920 efter inspiration fra den amerikanske forfatter og økonom Henry Georges idéer.

## Baggrund
Henry Georges grundlæggende tanke var, at skattesystemet ikke skulle beskatte arbejdsindkomst og kapitalindkomst, men i stedet finansiere statens udgifter ved beskatning af jorden. Hans tanker om jordværdibeskatning - på engelsk "land value tax" - skabte meget opmærksomhed i bl.a. USA og Storbritannien i sidste del af 1800-tallet og gav fødsel til den politiske retning georgismen.
Ifølge tilhængerne af jordværdibeskatning i form af en løbende afgift som grundskyld har skatten en stabiliserende effekt på prisen på (værdien af) jord og modvirker derfor spekulation. Den løbende afgift, som grundejeren skal betale, vil desuden øge incitamentet til at gøre noget produktivt med grunden, og ikke "bare" sidde på den. Tilhængere af såkaldt 'fuld grundskyld' mener, at grundskylden fuldstændigt skal modsvare den totale værdistigning af en givet grund, også kaldet jordrenten. Provenuet fra en sådan skal anvendes til at reducere skat på arbejde, f.eks. indkomstskat. Ved indførelsen af fuld grundskyld vil handelsværdien af jorden være tæt på 0, fordi skatten udligner den økonomiske fordel ved at eje jorden. Ifølge tilhængerne vil det derfor blive billigere at etablere sig med bolig eller virksomhed, og man behøver ikke at gældsætte sig for at blive jordejer.
Fra et samfundsøkonomisk synspunkt har grundskylden som andre jordskatter den fordel, at den i modsætning til de fleste andre skatter ikke medfører nogen økonomisk forvridning, fordi ændringer i grundskylden vil blive fuldt ud nedvæltet i jordpriserne. Der sker en fuld kapitalisering af ændringer i grundskylden, sådan at handelsprisen på jorden vil ændre sig svarende til værdien af den fremtidige ændrede skattebetaling. Hele gevinsten ved en sænkning af grundskylden vil dermed tilfalde de nuværende jordejere, mens fremtidige ejere ikke får glæde af den lavere grundskyld – de vil blot skulle betale tilsvarende mere i renter på deres boliglån. Omvendt vil de nuværende ejere bære hele byrden ved en højere grundskyld, mens fremtidige købere vil blive kompenseret for de højere skatter i form af en tilsvarende lavere pris på jorden.

## Historie
I Danmark har især Retsforbundet været fortaler for Henry Georges ideer om fuld grundskyld, men også Socialdemokratiet, Radikale Venstre og Socialistisk Folkeparti har haft dele af hans ideer på programmet.
Ejendomsskatter har haft en lang historie i Danmark, både før og efter den store reform som følge af statsskatteloven af 1903, hvor bl.a. indkomstskat blev indført som et nyt princip i skattesystemet. 1903-reformen medførte, at de gamle hartkorns- og bygningsskatter blev afløst af en statslig ejendomsskyld på 1,1 ‰ af alle ejendommes værdi. Under indflydelse af georgistiske tanker var der i 1910'erne ikke mindst hos radikale politikere ønsker om at opdele vurderingen og beskatningen i særskilt beskatning af jord og af ejendomsværdier. I 1916 fulgte ejendomsvurderingen første gang denne opdeling. Først i 1922 blev skattelovgivningen dog ændret, så der fastsattes en selvstændig beskatning af jord og bygninger med virkning fra den femte almindelige ejendomsvurdering, der fandt sted i 1922. Ifølge denne skulle der fremover betales en skat på 1,5 ‰ af grundværdierne og 1,1 ‰ af forskelsværdien (dvs. et tilnærmet udtryk for bygningernes værdi). Grundskylden fortsatte i de kommende årtier med at være et vigtigt skattepolitik spørgsmål.
I 1948 blev der på Retsforbundets initiativ nedsat en grundskyldskommission, der skulle undersøge konsekvenserne af at indføre fuld grundskyld i Danmark. Rapporten offentliggjorde sine konklusioner i 1954, herunder et forslag om at pålægge alle grunde en grundskyld på 4% af den konstaterede værdi, samtidig med at der blev påbegyndt en gradvis indførelse af "fuld grundskyld til afløsning af andre skatter, der hviler på arbejdsskabte værdier".
I 1957 dannede Retsforbundet sammen med Socialdemokratiet og det Radikale Venstre den såkaldte trekantsregering, der sad til 1960. Under den forhøjede man grundstigningsskylden, og der blev taget skridt til en mere fundamental grundskyldslovgivning. Da Retsforbundet gled ud af Folketinget ved folketingsvalget 1960, fik grundskyldstanken imidlertid mindre politisk betydning, og efter folkeafstemningen om jordlovene i 1963 blev grundskyldslovgivningen betragteligt amputeret.
Grundskyld i Danmark blev indtil 2024 opkrævet kommunalt fordelt på to opkrævninger om året. Fra 2024 bliver grundskylden opkrævet over skattebilletten - og fremgår herfra både af forskudsopgørelse og årsopgørelse. Den betales af grundens værdi, se ejendomsvurdering. Fra 2007 udskrives grundskylden til kommunerne med mellem 16 og 34 ‰ af grundværdien.